# Barbacenia longiscapa
Barbacenia longiscapa är en enhjärtbladig växtart som beskrevs av Goethart och Johannes Jan Theodoor Henrard. Barbacenia longiscapa ingår i släktet Barbacenia och familjen Velloziaceae. Inga underarter finns listade.